# Tybalmia pupillata
Tybalmia pupillata là một loài bọ cánh cứng trong họ Cerambycidae.